# ایهارا تسویوشی
ایهارا تسویوشی (انگلیسی: Tsuyoshi Ihara؛ زادهٔ ۶ نوامبر ۱۹۶۳
کیتاکیوشو، فوکوئوکا، ژاپن) یک هنرپیشه اهل ژاپن است.
از فیلم‌ها یا برنامه‌های تلویزیونی که وی در آن نقش داشته است می‌توان به سیزده آدمکش، نامه‌هایی از ایووجیما، اعتراف ناقص، مأموریت ناممکن سامورایی اشاره کرد.